# Мейоз

Стадії мейозу

Мейоз (або редукційний поділ) — особливий вид поділу еукаріотичних клітин, характерний тільки для статевих клітин (не соматичних), унаслідок якого хромосомний набір зменшується вдвічі, клітини переходять із диплоїдного стану в гаплоїдний.
Мейоз складається з двох послідовних поділів, аналогічних мітотичним (з деякими відмінностями), інтерфаза між якими вкорочена, а у рослинних клітинах може бути взагалі відсутня.

## Історія вивчення мейозу
Одним з основних положень клітинної теорії є положення про те, що клітини не виникають заново, а утворюються з уже наявних клітин при розмноженні. Це положення сформулював німецький патолог Р. Вірхов (1858): «Кожна клітина — з клітини».
Мейоз був вперше вивчений і описаний у яйцях морських їжаків німецьким біологом Оскаром Гертвігом у 1876 році.
У 1883 році мейоз був знову описаний, уже на хромосомному рівні, бельгійським вченим Едуардом ван Бенеденом.
Проте важливість мейозу у спадковості була описана лише у 1890 році німецьким біологом Августом Вайсманом.

## Процес мейозу

### Інтерфаза-І
Клітина збільшується в розмірах, активно синтезує білки та акумулює енергію в молекулах АТФ, відбувається реплікація ДНК (самоподвоєння) («копії» називаються хроматидами і вони тримаються разом на кшталт літери Х в зоні центромери — первинної перетяжки).

### Профаза-І
Профаза І — найтриваліша за часом у мейозі. Під час цієї фази хромосоми починають ущільнюватися і набувають вигляду паличкоподібних структур (спіралізуються). Після цього гомологічні хромосоми (хромосоми однієї пари) зближуються й кон'югують (тісно прилягають одна до одної по всій довжині, обвиваються, перехрещуються). Так утворюються комплекси з 4 хроматид, сполучених між собою в певних місцях, так звані тетради або біваленти. Водночас триває скорочення і ущільнення хромосом.
У цей час складається враження, що в ядрі перебуває не диплоїдний, а гаплоїдний набір хромосом.
Під час кон'югації може здійснюватися і кросинговер, коли гомологічні хромосоми обмінюються певними ділянками. У результаті кросинговеру утворюються нові комбінації спадкового матеріалу. Таким чином, кросинговер є одним із джерел спадкової мінливості.
Через певний час гомологічні хромосоми починають відходити одна від одної. При цьому стає помітним, що кожна з них складається з двох хроматид. Наприкінці цієї фази гомологічні хромосоми розходяться, зникає ядерце, руйнується ядерна оболонка і починає формуватися веретено поділу.
Загалом профаза-І охоплює 5 основних стадій:
1. Лептотена, чи лептонема — упаковка хромосом, конденсація ДНК з утворенням хромосом в вигляді тонких ниток (хромосоми вкорочуються).
2. Зиготена, чи зигонема — відбувається кон'югація — з'єднання гомологічних хромосом з утворенням структур, що складаються з двох з'єднаних між собою хромосом, які називаються тетрадами, або бівалентами та їхня компактизація.
3. Пахітена, чи пахінема — (найдовша) — в деяких місцях гомологічні хромосоми щільно з'єднуються, утворюючи хіазми. В них проходить кросинговер — обмін ділянками між гомологічними хромосомами.
4. Диплотена, чи диплонема — проходить часткова деконденсація хромосом, при цьому частина геному може бути активна: проходять процеси транскрипції (синтез РНК), трансляції (синтез білка); гомологічні хромосоми залишаються з'єднаними між собою. У деяких тварин в ооцитах хромосоми на цій стадії набувають характерної форми хромосом типу лампових щіток.
5. Діакінез — ДНК знову максимально конденсується, синтетичні процеси припиняються, розчиняється ядерна оболонка; центріолі розходяться до полюсів; гомологичні хромосоми залишаються з'єднаними між собою.

### Метафаза-І
Число бівалентів удвічі менше від диплоїдного набору хромосом. Біваленти значно коротші, ніж хромосоми в метафазі соматичного мітозу, і розміщаються в екваторіальній площині. Центромери хромосом з'єднуються з нитками фігури веретена. У цю фазу мейозу можна підрахувати кількість хромосом.

### Анафаза-І
Нитки веретена поділу скорочуються, гомологічні хромосоми розходяться до протилежних полюсів клітини (при цьому кожна з них складається з двох хроматид).
Наприкінці анафази біля кожного з полюсів клітини опиняється половинний набір хромосом.
Розходження хромосом кожної пари є подією випадковою, що є ще одним джерелом спадкової мінливості.

### Телофаза-І
У кожній з дочірніх клітин формується ядерна оболонка.
У клітинах тварин і деяких рослин хромосоми деспіралізуються і поділяється цитоплазма материнської клітини. У клітинах багатьох видів рослин цитоплазма може не ділитися.
Наслідки мейозу-І

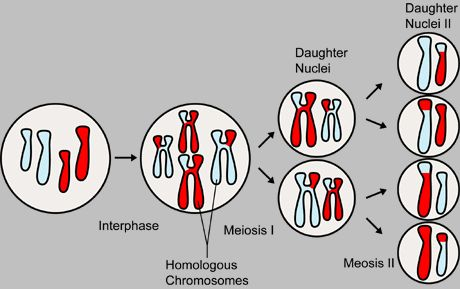
Основне проходження процесу мейозу

Унаслідок першого мейотичного циклу утворюються клітини або лише ядра з половинним порівняно з материнською клітиною набором хромосом.

### Інтерфаза-II
Інтерфаза між першим і другими мейотичними поділами вкорочена (у клітинах багатьох рослин відсутня взагалі): молекули ДНК у цей період не подвоюються, тому клітина майже одразу переходить до другого поділу.

### Профаза-II

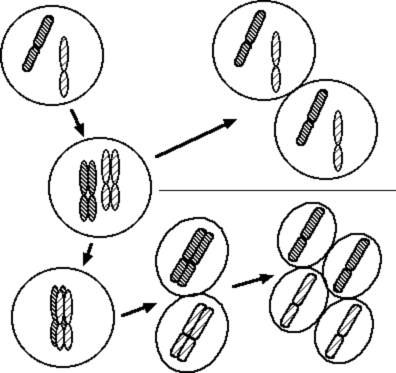
Хромосоми в мітозі і мейозі

Хромосоми, кожна з яких складається з двох хроматид, ущільнюються, зникають ядерця, руйнується ядерна оболонка, хромосоми починають пересуватися до центральної частини клітини, знову формується веретено поділу.

### Метафаза-II
Завершується ущільнення хромосом і формування веретена поділу. Як і під час мітотичного поділу, центромери хромосом розташовані в одній площині в екваторіальній частині клітини і до них прикріплюються нитки веретена поділу.

### Анафаза-II
(Найкоротша з циклу)
Поділяються центромери хромосом, хроматиди кожної з хромосом розходяться до різних полюсів клітини і вже можуть називатися хромосомами.

### Телофаза-II
Хромосоми знову деспіралізуються, зникає веретено поділу, формуються ядерця і ядерна оболонка.
Завершується телофаза другим поділом клітини (відбуваються процеси, обернені до профази-І).
Наслідки мейозу-II
У результаті другого мейотичного поділу кількість хромосом залишається такою ж, як і після першого, але кількість хроматид кожної з хромосом зменшується вдвічі.

## Галерея

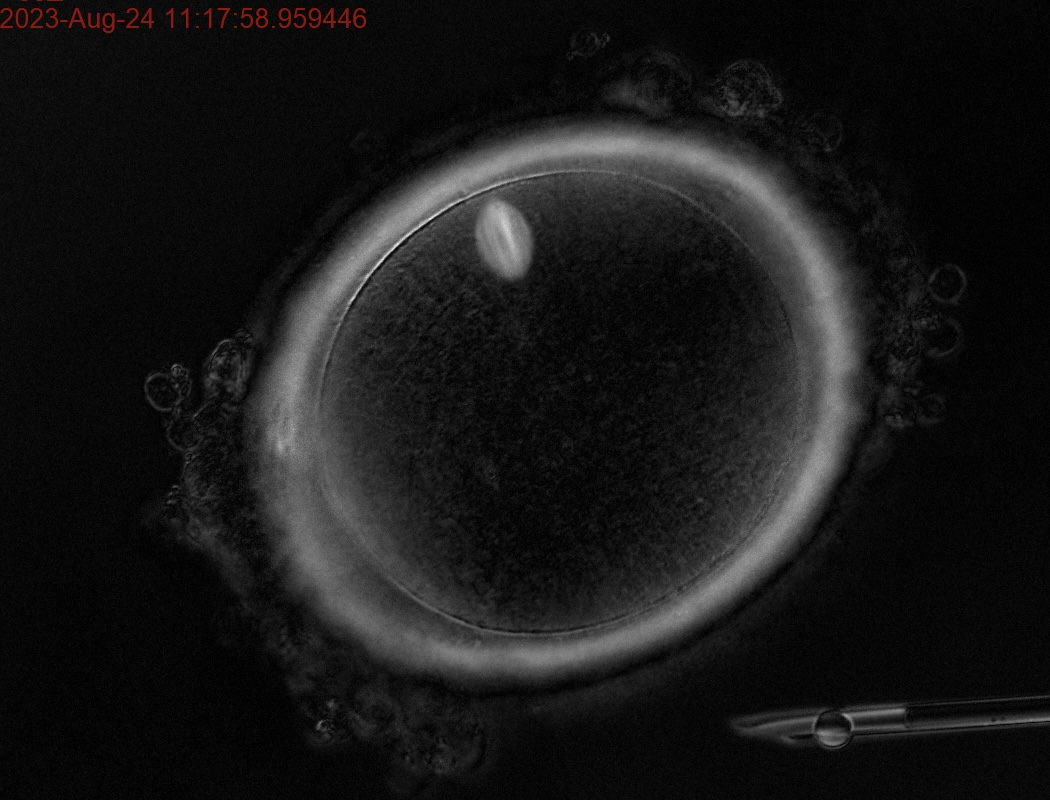
Ооцит людини на стадії метафази першого поділу мейозу. В позиції на 11 годину знаходиться веретено поділу.
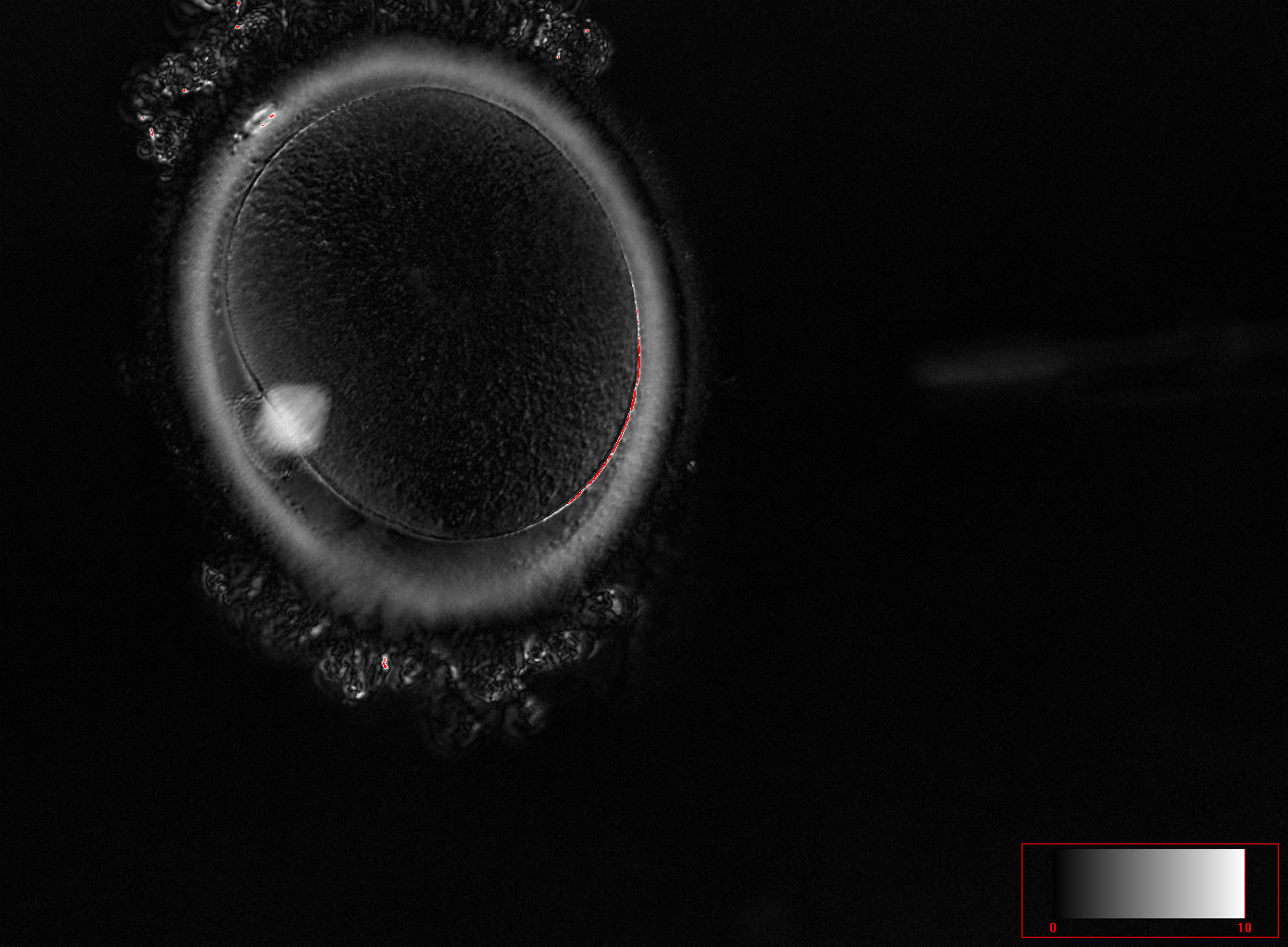
Ооцит людини на стадії анафази першого поділу мейозу. В позиції на 8 годину знаходиться веретено поділу (мейоз І), воно розміщене в місці відділення першого полярного тільця ооциту. Вловлено момент початку відділення першого полярного тільця.
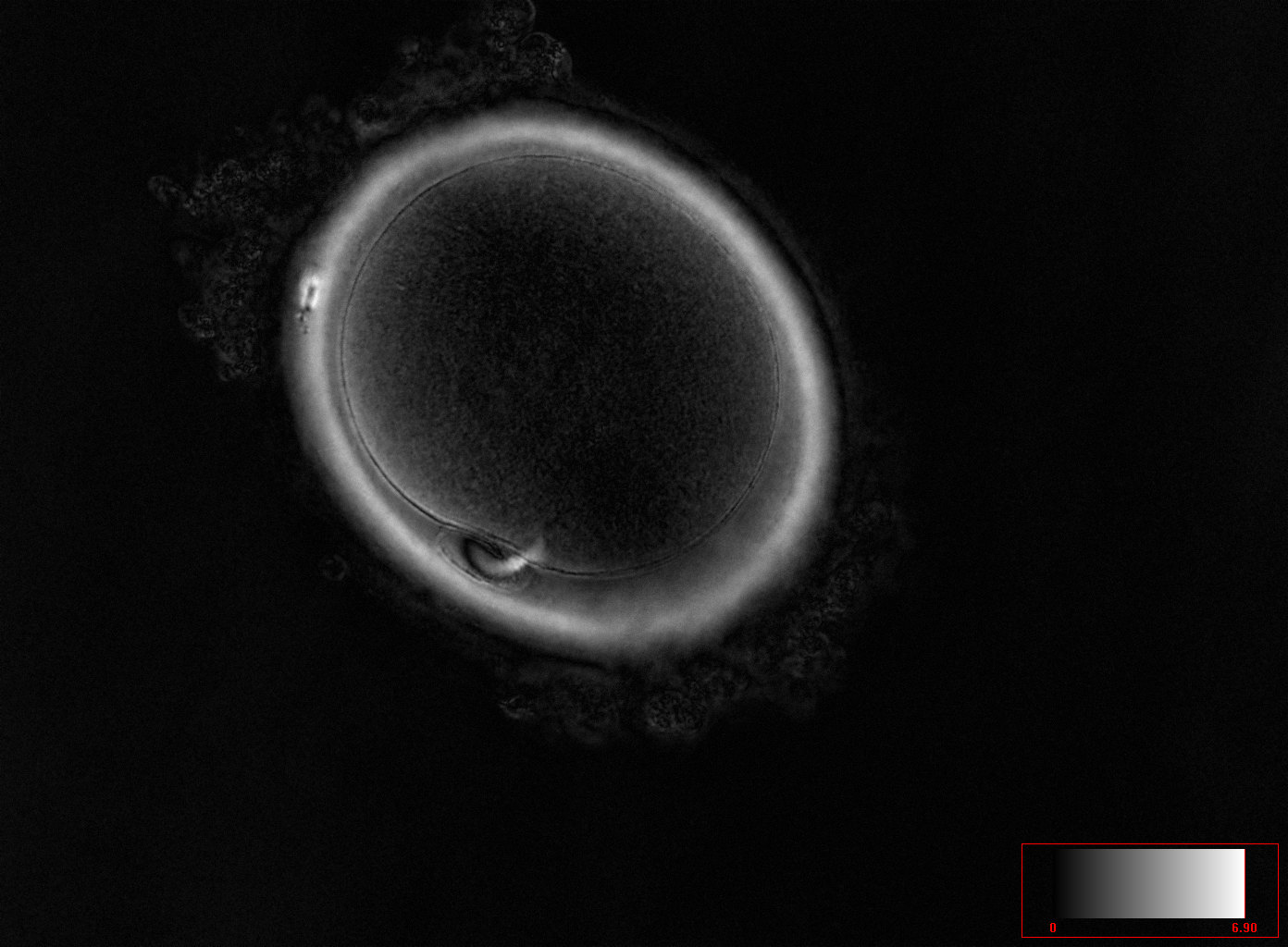
Ооцит людини на стадії телофази першого поділу мейозу. В позиції на 7 годину в перивітеліновому просторі знаходиться перше полярне тільце, але залишки веретена поділу ще зв’язують його з ооцитом, що вказує на фінальні етапи першого поділу мейозу.
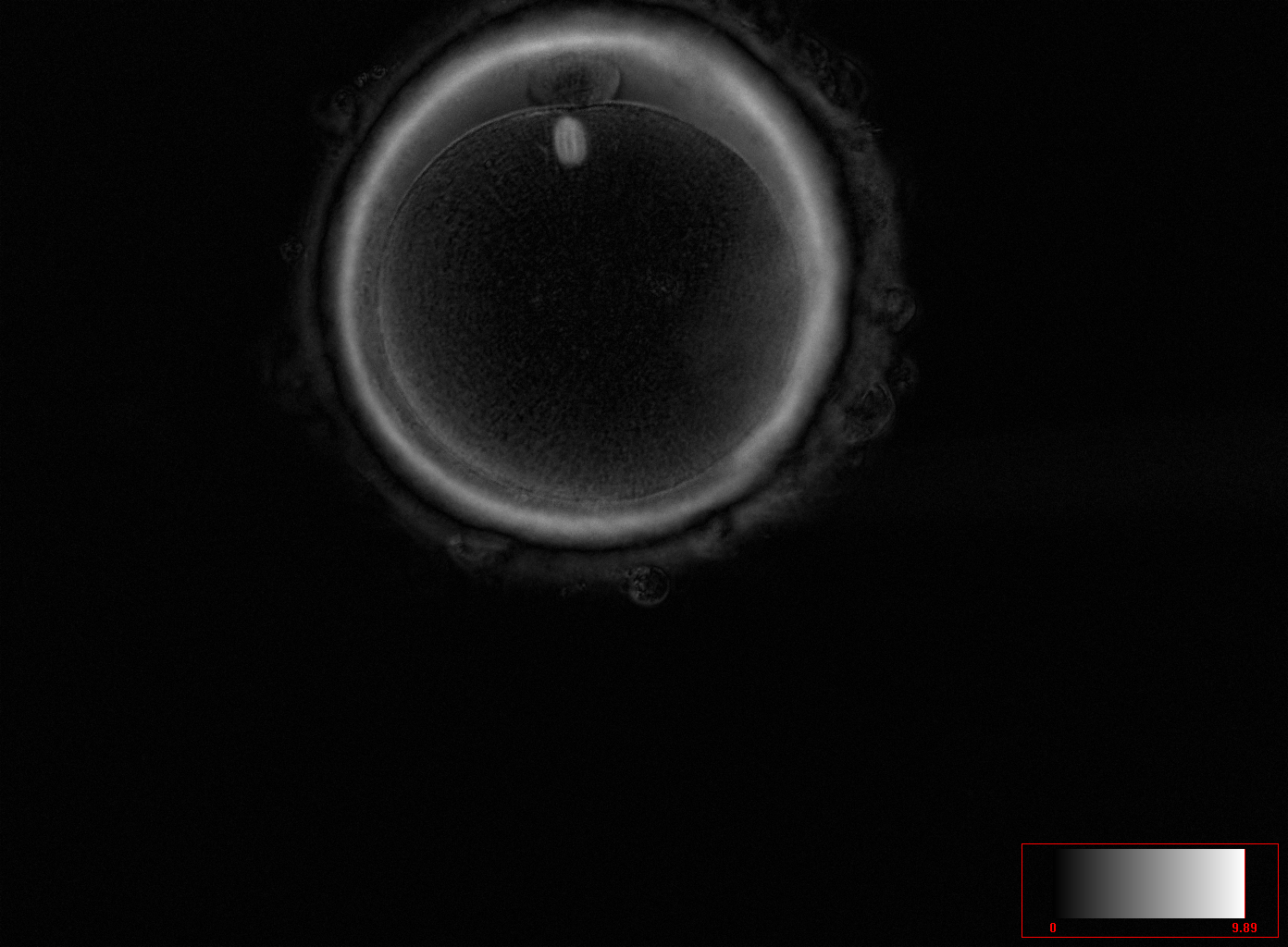
Ооцит людини на стадії метафази другого поділу мейозу. Зрілий та готовий до запліднення ооцит людини. В позиції на 12 годину в перивітеліновому просторі знаходиться перше полярне тільце. Під полярним тільцем в самому ооциті чітко візуалізується веретено другого поділу мейозу на стадії метафази. Візуалізується тришарова блискуча оболонка ооциту.

## Біологічне значення мейозу
Мейоз є досконалим механізмом, який забезпечує сталість каріотипу видів, які розмножуються статевим шляхом. Завдяки двом мейотичним поділам статеві клітини мають половинний, порівняно з нестатевими, набір хромосом. А набір хромосом, характерний для організмів певного виду, відновлюється під час запліднення.
Мейоз також забезпечує спадкову мінливість організмів.